# 333 (numero)
Trecentotrentatré (333) è il numero naturale dopo il 332 e prima del 334.

## Proprietà matematiche
- È un numero dispari.
- È un numero composto con 6 divisori: 1, 3, 9, 37, 111, 333. Poiché la somma dei suoi divisori (escluso il numero stesso) è 161 < 333, è un numero difettivo.
- È un numero di Harshad (in base 10), cioè è divisibile per la somma delle sue cifre.
- È un numero palindromo nel sistema di numerazione posizionale a base 8 (515) e nel sistema metrico decimale. In quest'ultima base è altresì un numero a cifra ripetuta.
- È parte delle terne pitagoriche (108, 315, 333), (333, 444, 555), (333, 644, 725), (333, 1480, 1517), (333, 2040, 2067), (333, 6156, 6165), (333, 18480, 18483), (333, 55444, 55445).
- È un numero congruente.

## Astronomia
- 333P/LINEAR è una cometa periodica del sistema solare.
- 333 Badenia è un asteroide della fascia principale del sistema solare.

## Astronautica
- Cosmos 333 è un satellite artificiale russo.